# Jean-Daniel Akpa-Akpro
Jean-Daniel Dave Lewis Akpa-Akpro (Toulouse, Francia, 11 de octubre de 1992) es un futbolista marfileño que juega como centrocampista en la A. C. Monza de la Serie A.

## Selección nacional
Ha sido internacional con la selección de fútbol de Costa de Marfil; donde hasta ahora, ha jugado 17 partidos internacionales y no ha anotado goles por dicho seleccionado.
El 1 de junio de 2014, luego de haber sido incluido en la lista preliminar en mayo, Akpa-Akpro fue ratificado en la nómina definitiva de 23 jugadores que representarían a su país en la Copa Mundial de Fútbol de 2014.

### Participaciones en Copas del Mundo
| Mundial                        | Sede   | Resultado    |
| ------------------------------ | ------ | ------------ |
| Copa Mundial de Fútbol de 2014 | Brasil | Primera fase |

## Clubes
| Club                   | País    | Año       |
| ---------------------- | ------- | --------- |
| Toulouse F. C.         | Francia | 2011-2017 |
| U. S. Salernitana 1919 | Italia  | 2018-2020 |
| S. S. Lazio            | Italia  | 2020-     |
| Empoli F. C. (cedido)  | Italia  | 2022-2023 |
| A. C. Monza (cedido)   | Italia  | 2023-2024 |
| A. C. Monza (cedido)   | Italia  | 2025-     |

## Palmarés

### Títulos internacionales
| Título                    | Club (*)                     | País              | Año  |
| ------------------------- | ---------------------------- | ----------------- | ---- |
| Copa Africana de Naciones | Selección de Costa de Marfil | Guinea Ecuatorial | 2015 |

(*) Incluyendo la selección.